# Sakura (satélite)
Sakura o CS-1 (Communications Satellite 1) fue el nombre de un satélite de comunicaciones experimental japonés lanzado el 15 de diciembre de 1977 mediante un cohete Delta desde Cabo Cañaveral a una órbita geoestacionaria.
Se estabilizaba mediante giro a 90 rpm y tenía forma cilíndrica, con su superficie cubierta de células solares. El eje de giro se mantenía perpendicular a la órbita, mientras que la antena, montada sobre uno de los extremos, se mantenía fija, sin girar con respecto del resto del cuerpo del satélite y formando un ángulo de 45° con el eje de giro, teniendo una precisión de apuntado de 0,3 grados. Podía transmitir en banda K y banda C.
Los experimentos consistieron en estudios sobre las características de los equipos, las transmisiones de las señales, las características de propagación, el funcionamiento del sistema de comunicaciones y las operaciones de control del satélite.